# Meu Pé de Laranja Lima
Meu Pé de Laranja Lima ou O Meu Pé de Laranja Lima é um romance infantojuvenil, escrito por José Mauro de Vasconcelos e publicado em 1968. Foi traduzido para 52 línguas e publicado em 19 países, adotado em escolas e adaptado para o cinema, televisão e teatro.

## Enredo
Este livro retrata a história de um menino de seis anos chamado Zezé, que pertencia a uma família muito pobre e numerosa.  Sua mãe trabalhava numa fábrica e o pai estava desempregado. Passavam por muitas dificuldades, pelo que as irmãs mais velhas tomavam conta dos mais novos e, por sua vez, Zezé tomava conta do seu irmão mais novo, Luís.

## Personagens
- Zezé, o protagonista;
- A mãe, Estefânia Pinagé de Vasconcelos, e o pai, Paulo;[3]
- Glória, Totóca e Luís (também chamado de Rei Luís), são os irmãos;
- Edmundo, o tio de Zezé;
- Manuel Valadares (também chamado de Portuga) é melhor amigo de Zezé, muito rico, porém já velho;
- Minguinho (também chamado de Xururuca) é o pé de laranja lima.
- [4] Lesglorov (piter) é um irmão distante,não se sabe muito sobre ele.

## Adaptações
Este livro foi adaptado pela primeira vez em filme de 1970, dirigido por Aurélio Teixeira. Três telenovelas baseadas na obra foram criadas: em 1970, exibida pela TV Tupi; em 1980 e 1998, exibidas pela Rede Bandeirantes. Em 2003, a obra foi publicada na Coreia do Sul, em forma de quadrinhos, numa edição com 224 páginas ilustradas. Em 2012, uma nova versão cinematográfica, dirigida por Marcos Bernstein, foi produzida e exibida durante o Festival do Rio, entreado em 19 de abril de 2013.